# Ralf Törngren
Ralf Johan Gustaf Törngren, född 1 mars 1899 i Uleåborg, död 16 maj 1961 i Åbo, var en finländsk politiker.
Törngren var partiledare för Svenska folkpartiet (1945–1955), riksdagsledamot samt statsminister i Finland 5 maj-20 oktober 1954. I presidentvalet 1956 fick han 20 elektorsröster.

## Biografi
Törngren föddes i Uleåborg där fadern var rektor för det svenska lyceet, men familjen flyttade till Åbo där han inledde sin skolgång. Han blev student 1917, filosofie kandidat 1922 och magister 1927. 1923–24 var han ordförande för studentkåren vid Åbo Akademi. Åren 1927–37 var han lärare i samhällskunskap vid Åbo klassiska lyceum och lärare i nationalekonomi vid Handelshögskolan vid Åbo Akademi.
1929-45 var han ledamot av Åbo stadsfullmäktige. Han var skattmästare vid Stiftelsen för Åbo Akademi 1931–48 och generaldirektör för Statskontoret i Helsingfors 1948–61. Han invaldes i riksdagen första gången 1936 och satt oavbrutet till sin död. Han var socialminister 1944–45 och 1951–52, finansminister 1945–48, biträdande finansminister 1951, biträdande utrikesminister 1952–53, utrikesminister 1953–54, 1956–57 och 1959–61 samt statsminister 5 maj – 20 oktober 1954 och vice statsminister 1959–61. 1945–55 var han ordförande för Svenska folkpartiet. Han innehade flera styrelseuppdrag, bland annat i Helsingfors Aktiebank, Folkpensionsanstalten, Kymmene Ab, Industri-Hypoteksbanken, Hufvudstadsbladet, Verdandi, Aero och Valmet.

## Utmärkelser
- Hederstecknet för mänsklig barmhärtighet,  1947[4]
- Kommendörstecknet av I klass av Finlands Vita Ros’ orden,  6 december 1947[5]
- Storkorset av isländska falkorden,  24 april 1954[6]
- Storkorset av Finlands Vita Ros’ orden,  6 december 1954[7]
- Kommendör med stora korset av Vasaorden,  2 oktober 1956[8]
- Storkors av Sankt Olavs orden,  1 juli 1960[9]
- Riddare med storkors av Brittiska imperieorden,  1961[10]
- Kommendör av 1. klass av Nordstjärneorden[11]
- Storkors av Dannebrogorden[10]

[Redigera Wikidata]